# Urueñas
Urueñas es un municipio de España, en la provincia de Segovia, comunidad autónoma de Castilla y León. Tiene una superficie de 32,87 km².

## Toponimia
Etimológicamente, según el profesor José María Martín, el nombre deriva de Ur- dueñas, es decir agua de las señoras. También hay algún indicio de que el nombre puede significar aguas subterráneas. La población está situada al Norte de Sepúlveda, en un terreno pedregoso bañado por un arroyo que fluye al río Duratón. 

## Símbolos
El escudo heráldico que representa al municipio se blasona de la siguiente manera: 

«Cuartelado. Primero de azur, con una espadaña de plata. Segundo, de oro con un roble de sinople, arrancado. Tercero, de oro con una oveja de plata, puesta sobre unas peñas. Y cuarto, de plata con ondas de azur. Al timbre, la Corona Real Española. Escudo medio partido.»
Boletín Oficial de Castilla y León nº 194/1994 de 06 de octubre de 1994

La descripción textual de la bandera es la siguiente:

«Bandera cuadrada de color amarillo, con tres fajas ondeadas azules.»
Boletín Oficial de Castilla y León nº 194/1994 de 06 de octubre de 1994

## Historia
Es de fundación medieval, y pertenece desde entonces a la Comunidad de Villa y Tierra de Sepúlveda, en su ochavo de las Pedrizas y Valdenavares, del que es capital. Sepúlveda y su tierra pertenecieron siempre al realengo, sin solución de continuidad.
El nombre del pueblo parece le fuera impuesto por repobladores originarios de Urueña (Valladolid), famoso castillo medieval y más tarde Condado de poderoso linaje de los Girón.
Cuenta en el término con:
- Despoblado el Barrio.

- Despoblado de Santa María del Balsamo, en torno a los restos de las ruinas de la ermita. Se tienen referencias escritas de este lugar en el siglo XI, constantándose a finales del XVIII que ya se encontraba despoblada.

- Despoblado de Valdigomez, Val de Mingo Gómez de Arriba y Abajo. Despoblados a mediados del siglo XIX.

## Geografía

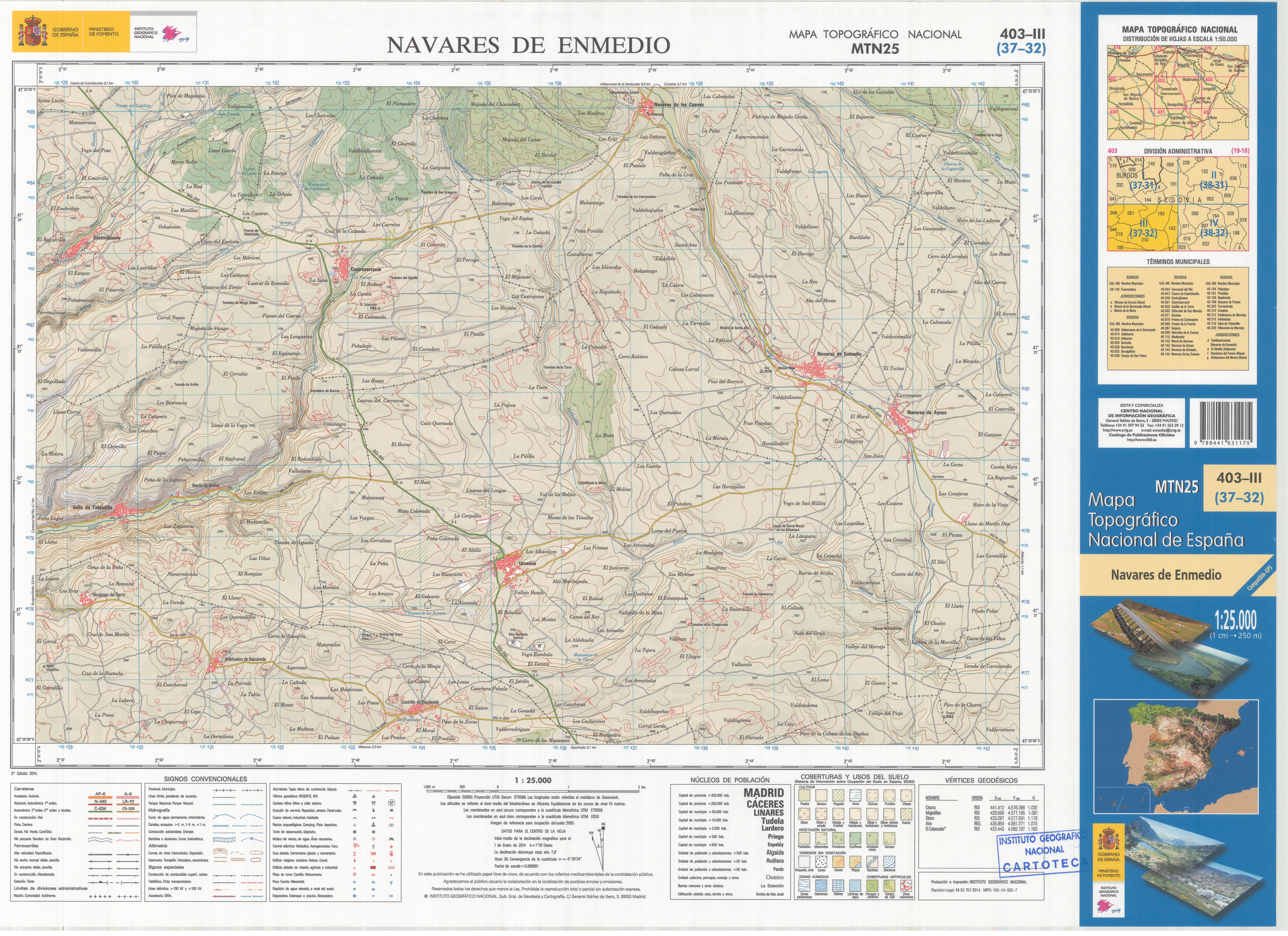
Fragmento de la hoja 403 del Mapa Topográfico Nacional de España de 2014 en el que se representa Urueñas

| Noroeste: Castroserracín   | Norte: Navares de las Cuevas | Noreste: Navares de Enmedio               |
| Oeste: Valle de Tabladillo |                              | Este: Navares de Ayuso                    |
| Suroeste: Sepúlveda        | Sur: Sepúlveda               | Sureste: enclave de El Olmillo (Aldeonte) |

## Geografía humana

### Demografía
Cuenta con una población de 98 habitantes (INE 2024).
| Gráfica de evolución demográfica de Urueñas entre 1842 y 2021                                                         |
| |
| Población de derecho según los censos de población del INE. Población de hecho según los censos de población del INE. |

### Economía
Su dedicación tradicional era la agrícola y ganadera, con producción de cereales, garbanzos, cáñamo y hortalizas.

## Administración y política
| Periodo   | Nombre                           | Partido | Partido |
| --------- | -------------------------------- | ------- | ------- |
| 1979-1983 | Eusebio Blanco Guijarro          |         | UCD     |
| 1983-1987 | Basilio Montes Sanz              |         | PSOE    |
| 1987-1991 | Eusebio Blanco Guijarro          |         | PDP     |
| 1991-1995 | Eusebio Blanco Guijarro          |         | PP      |
| 1995-1999 | Eusebio Blanco Guijarro          |         | PP      |
| 1999-2003 | Eusebio Blanco Guijarro          |         | PP      |
| 2003-2007 | Eusebio Blanco Guijarro          |         | PP      |
| 2007-2011 | Eusebio Blanco Guijarro          |         | PP      |
| 2011-2015 | Inmaculada Dillana Calvo         |         | PSOE    |
| 2015-2019 | Francisco Javier Carpio Guijarro |         | PP      |
| 2019-2023 | Francisco Javier Carpio Guijarro |         | PP      |
| 2023-act. | Francisco Javier Carpio Guijarro |         | PP      |

## Monumentos y lugares de interés

### Iglesia parroquial de San Juan Bautista

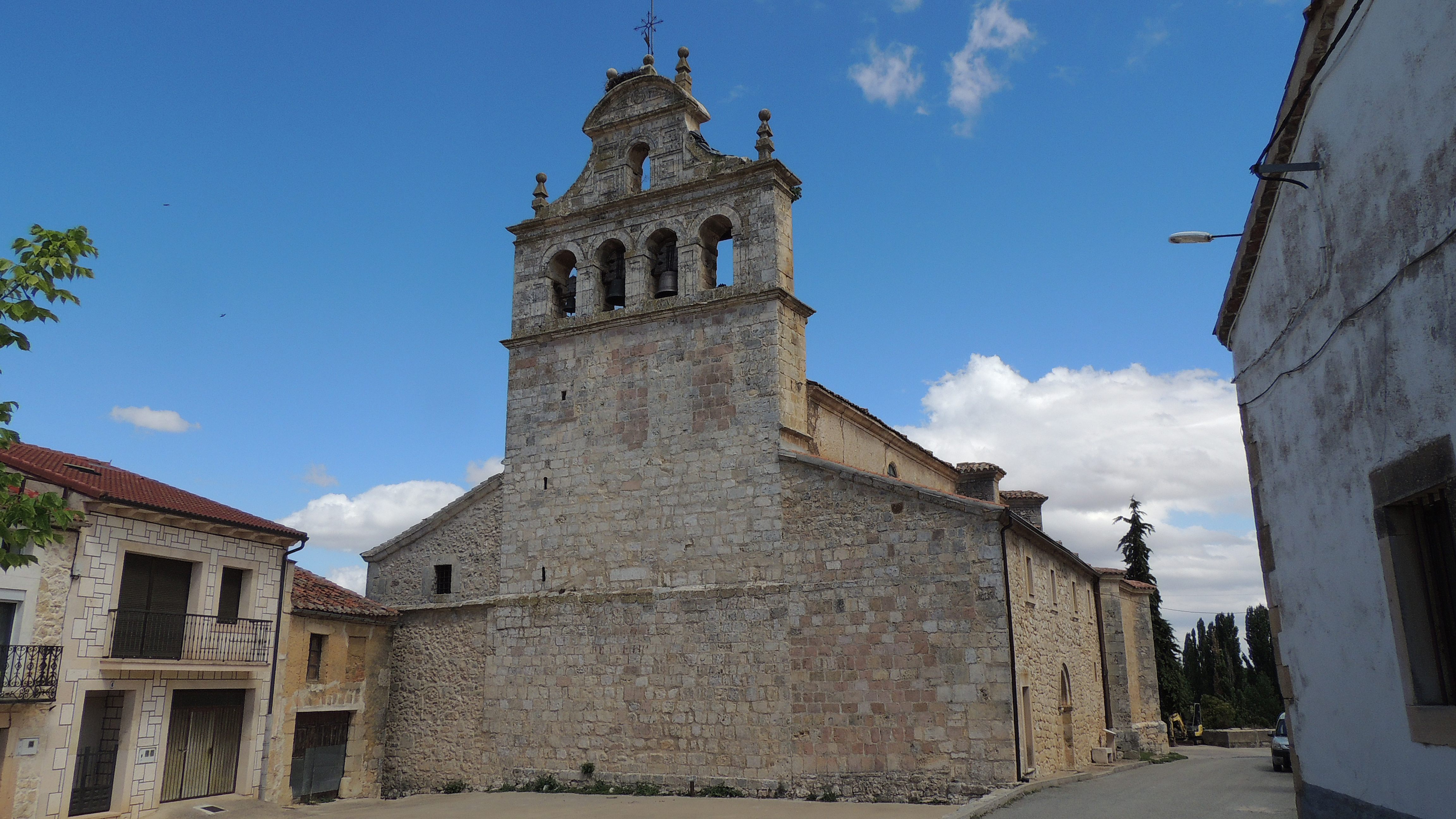
Iglesia de San Juan Bautista

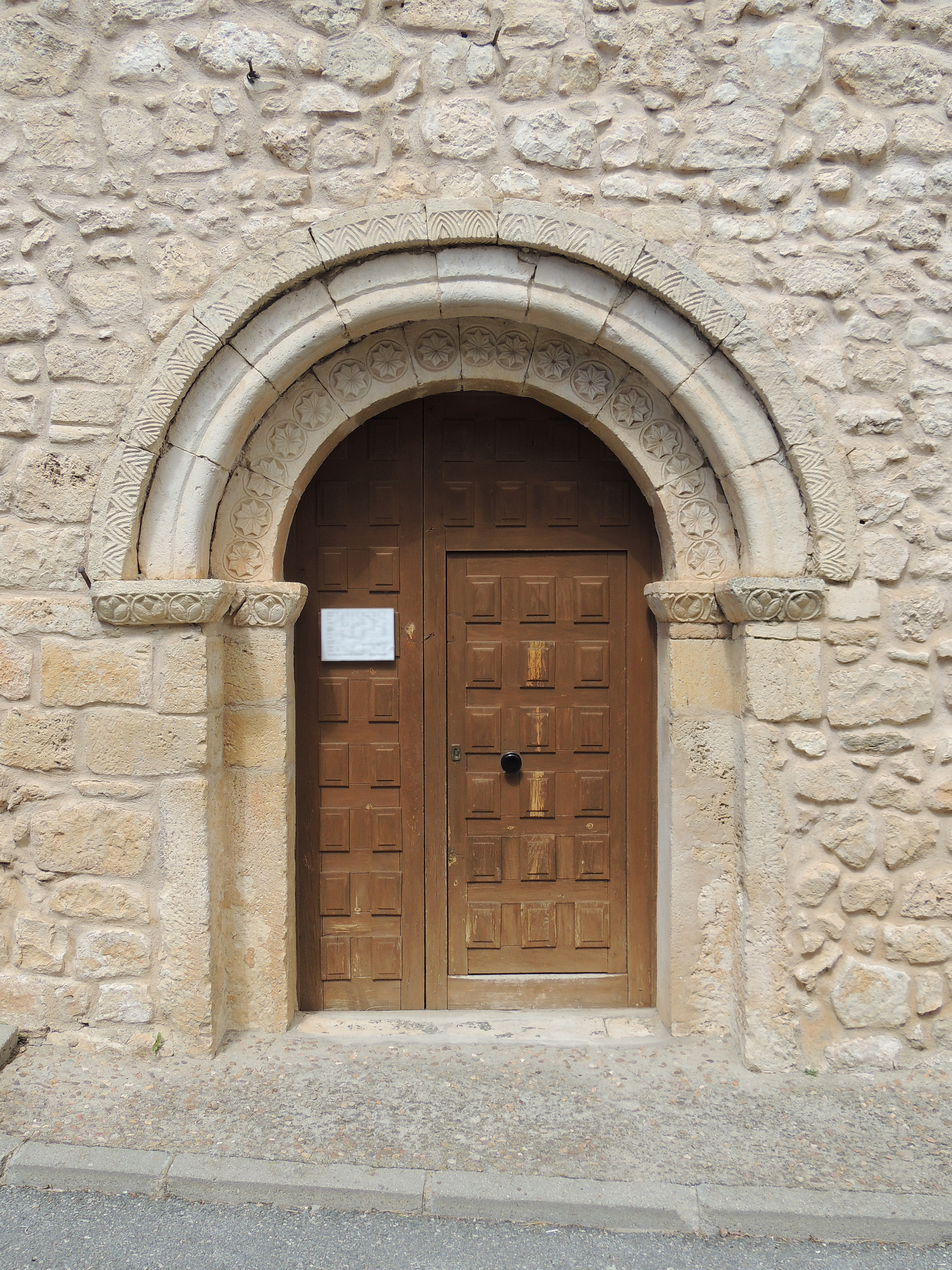
Portada de la iglesia

De estilo románico y una espadaña de cuatro cuerpos que destaca entre todas las de la zona por su majestuosidad y belleza. Está dedicada San Juan Bautista, y aunque hoy es una impresionante fábrica pétrea gótica, en origen debió de ser una pequeña iglesia rural románica, pues conserva de esa época algunos vestigios en el porche de entrada y la pequeña y sencilla portada de ingreso, conformada por tres arquivoltas de molduras en zigzag y florones. Su planta se distribuye en dos naves, aunque está claro que se diseñó para tres. Las capillas de la cabecera del templo se cubren con bóvedas de crucería y dentro de él se puede admirar su pila bautismal románica, así como varios retablos barrocos entre los que destaca el mayor, en el que veremos tres buenas pinturas y una original y entrañable imagen de San Juan Niño. A esto hemos de unir una buena colección de platería, dentro de la cual sobresale un curioso juego de crismeras de plata del primer tercio del siglo XVII.
Cinco son los retablos de la Iglesia de San Juan Bautista de Urueñas, todos ellos de estilo barroco.
- El primero, nada más entrar en la Iglesia es el que se encuentra dedicado a la Virgen de la Soledad
- El segundo se dedica al Cristo de los Difuntos; el situado a la derecha del Altar Mayor y frente a la sacristía está dedicado a San José.
- El Retablo Mayor es el que preside el centro de la nave, formado por tres cuerpos, en el primero y en un lateral se puede observar la fecha en la que fue elaborado el retablo: 1678; en el cuerpo intermedio se encuentran dos pinturas, la Custodia y la talla de San Juan Bautista, patrón de Urueñas cuya fiesta se celebra en el mes de junio; en el cuerpo superior una tercera pintura corona el retablo, justo por debajo del ático.
- En la cabecera de la nave, a la izquierda del Altar Mayor se encuentra el dedicado al Dulce Nombre de María, patrona de Urueñas, la Virgen más querida del pueblo, a la que se le dedican las Fiestas Patronales el segundo fin de semana de septiembre.

### Ermita del Santo Cristo del Humilladero.
En las proximidades del pueblo donde se celebra una romería. Así como unos buenos ejemplos de la arquitectura tradicional de la zona.
Esta Ermita es una Ermita del pueblo, de los cofrades.

## Cultura

### Fiestas patronales
- San Juan Bautista (24 de junio) y Fiestas dulce nombre de María (12 de septiembre), las cuales se celebran el segundo fin de semana de septiembre. Al pueblo acude una orquesta para viernes, sábado y domingo, sin excepción. También se encarga de animar la fiesta la charanga Los Fitis.

#### Otras festividades
Fiesta del Santo Cristo del Humilladero (6 de junio) y Santa Águeda (5 de febrero).
Semana Cultural. Durante la segunda semana de agosto, la Asociación Cultural "Amigos de Urueñas" organiza una semana de fiestas y entretenimientos culturales y deportivos. Es una semana donde el pueblo se ve envuelto en una gran actividad. 
Durante estos días se llevan a cabo todo tipo de actividades. Desde competiciones deportivas, hasta juegos tradicionales como el chito o los bolos. También se ven películas "al fresco" en el cine de verano. Otro día está dedicado a la fiesta de la juventud, donde grandes y pequeños colaboran para brindar a los asistentes con una noche de fiesta. También se lleva a cabo una excursión a algún sitio de interés cultural y marchas a pie o en bici por diversas zonas del pueblo.
Durante las mañanas se realizan en el Centro Cultural toda clase de trabajos manuales para los más pequeños, desde figuras de arcilla, a máscaras de papel, dibujos, etc, y también participan en talleres de encuadernación. Se celebra también un concurso de disfraces, donde cada año hay más nivel, tanto en las categorías inferiores como en la de adultos. Al final del concurso se ofrece una caldereta para todos. 
La Asociación Cultural se creó en el verano de 1986 gracias a la iniciativa de un grupo de jóvenes. En torno a la asociación se creó el Grupo Enebro de bailes regionales. Desde 1987, siendo alcalde Basilio Montes, la asociación cuenta con un amplio local, el antiguo edificio del Ayuntamiento, donde tiene su sede y se celebran muchas de sus actividades.
Desde 1998 se edita El Cotorrillo, boletín de información y participación de la Asociación. Desde entonces se publica inenterrumpidamente 2 veces al año.
Otra actividad significativa es la celebración de la Misa del Gallo, en la noche del día 24 de diciembre. Se cantan unos villancicos muy antiguos y participa El Zarragón, persona vestida de pastor, al que siguen unos niños haciendo sonar los cencerros que llevan atados a la cintura.